# Weltmeisterbrot
Weltmeisterbrot ist eine seit 1990 in Deutschland angebotene Brotsorte. Anlass der Markteinführung war eine Werbeaktion des Bäckerhandwerks mit dem Nationalspieler und gelernten Bäcker Jürgen Klinsmann, anlässlich der Fußball-Weltmeisterschaft 1990 in Italien, aus der das deutsche Team als Weltmeister hervorging. Hierzu wurden von der Akademie Deutsches Bäckerhandwerk Weinheim Rezepte für Weltmeisterbrot sowie -brötchen geschaffen und in der Branche verbreitet. Die Weltmeisterbrote und -brötchen wurden von Jürgen Klinsmann in den Räumen der Akademie Deutsches Bäckerhandwerk Weinheim präsentiert.
Das Brot wird auf der Oberseite vor dem Backen mit einer Mohn-Sesam-Mischung bestreut, das Weltmeisterbrötchen hat auf der Unterseite zusätzlich Sonnenblumenkerne. Beide Produkte enthalten im Inneren Leinsamen.